# 银河街道 (瑞丽市)
银河街道是云南省德宏傣族景颇族自治州瑞丽市曾经下辖的一个街道办事处，辖有15条主街和8条小巷。银河街道成立于1998年，2004年撤销，辖区划归勐卯镇。:110
银河街道为地方设立的街道办事处，在国家统计系统中的名义为“银河虚拟街道”。

## 行政区划
银河街道下辖以下地区：
友谊社区、麓川社区和兴安社区。:110